# Kajaani
Kajaani es una ciudad finlandesa, capital de la región de Kainuu. Se encuentra en el sudeste de Oulujärvi, que sumerge en el golfo de Botnia a lo largo de Oulujoki. En la ciudad hay 38122 habitantes y la superficie de la ciudad es de 2 264 km² (de los cuales 428 km² son agua). Su densidad es de 20,8 hab/km².

## Distritos de la ciudad de Kajaani
| Zonas: - Heinisuo - Hetteenmäki - Hoikankangas - Huuhkajanvaara - Katiska - Kettu - Komiaho - Kuurna - Kylmä - Kättö - Kätönlahti - Laajankangas - Lehtikangas - Lohtaja - Nakertaja - Onnela - Palokangas - Petäisenniska - Puistola - Purola - Soidinsuo - Suvantola - Teppana - Tihisenniemi - Tikkapuro - Variskangas - Yläkaupunki | Pueblos: - Jormua - Koutaniemi - Kuluntalahti - Lahnasjärvi - Lehtovaara - Linnantaus - Mainua - Murtomäki - Paltaniemi |

## Ciudades Hermanas
La ciudad tiene solamente 6 ciudades hermanas:
- Östersund, Suecia (desde 1943)
- Rostov-on-Don, Rusia (desde 1956)
- Schwalm-Eder, Alemania (desde 1973)
- Nyíregyháza, Hungría (desde 1981)
- Marquette, Míchigan, USA (desde 1997)
- Jiujiang, China (desde 2006)